# Diego Leoni
Diego Leoni (Rovereto, 11 agosto 1949) è uno scrittore e storico italiano.

## Biografia
Conseguita la laurea in storia e filosofia presso l'Università degli Studi di Milano, ha svolto la professione di insegnante presso la scuola secondaria di primo grado “Anna Frank” di Villa Lagarina. Fin dai primi anni ha fatto parte della redazione della rivista di studi storici “Materiali di Lavoro” (1978-1992), iniziando nel contempo a collaborare con il Museo storico in Trento, ora Fondazione Museo storico del Trentino, e con il Museo storico italiano della guerra di Rovereto. Tra le ricerche storiche alle quali si è dedicato spicca il tema della prima guerra mondiale, alla quale ha dedicato numerosi saggi e monografie, a partire dai lavori collettivi realizzati nell'ambito dei corsi per lavoratori detti "delle 150 ore": La città di legno: profughi trentini in Austria 1915-1918 (1981) e La guerra di Volano: appunti per una storia del paese dal 1880 al 1919 (1982).
Fu tra gli organizzatori del convegno internazionale "La Grande Guerra, esperienza, memoria, immagini" che si svolse a Rovereto nel 1985. Da questo momento iniziò il suo percorso di ricerca sulla Guerra Bianca, segnato da saggi che apparirono su riviste nazionali di storia e di alpinismo. Nel 2007 firma il contributo intitolato Guerra di montagna/Gebirgskrieg, incluso nell'edizione italiana di Einaudi dell’opera La prima guerra mondiale di Audoin-Rouzenau e Jean-Jacques Becker. A conclusione di questo percorso sul tema esce, nel 2015 per Einaudi, il volume La guerra verticale, che gli vale nel 2017 il conferimento del Premio Mario Rigoni Stern, del Premio ITAS del Libro di Montagna e del Premio Leggimontagna.
Leoni si è occupato anche di storia della fotografia e dei suoi usi in tempo di guerra: per il Museo storico del Trentino ha coordinato i volumi Lo sguardo del sapiente glaciale: la ricognizione aerofotografica anglo-americana sul Trentino 1943-1945 (1997), La macchina di sorveglianza: la ricognizione aerofotografica italiana e austriaca sul Trentino 1915-1918 (2001) e Come si porta un uomo alla morte: la fotografia della cattura e dell’esecuzione di Cesare Battisti (2007). Altro campo d'interessi della sua produzione storiografica è stato quello della storia del lavoro e dell’industria, indagati nei volumi Acqua, aria, energia elettrica. La Montecatini di Mori: 1925-1983 (2000) e Le acque dei paesi conquistati. L'impianto idroelettrico del Ponale a Riva del Garda: 1920-1932. In questo filone ha collaborato alla pubblicazione sui 150 anni dalla fondazione della Manifattura Tabacchi di Rovereto, edita nel 2004 dalla Biblioteca civica Girolamo Tartarotti di Rovereto.
Altri interessi lo hanno portato nel campo della cinematografia, dove è stato consulente storico in tre film dei registi Angela Ricci Lucchi e Yervant Gianikian: Prigionieri della guerra (1995), Su tutte le vette è pace (1999) e Oh! uomo (2004). Ha prodotto e curato il mediometraggio su Guido Rossa Un grande sonno nero: vita e morte di Guido Rossa, alpinista e operaio (2007), ha sceneggiato il cortometraggio E non fiorirono stelle quella notte (2016), tratto dal suo libro Come si porta un uomo alla morte sulla cattura e l’esecuzione di Cesare Battisti. Ha inoltre prodotto con Lorenzo Pevarello e Luca Dalbosco alcuni documentari sulla Grande Guerra (La colpa ignota), sul movimento studentesco di Trento (Le due città) e sull'emigrazione trentina in Cile (I Cileni).
Dal 1989 è coordinatore delle attività di ricerca ed editoriali del "Laboratorio di storia di Rovereto", un gruppo di volontari uniti dalla comune passione per la ricerca storica e per la fotografia che lavora sulla memoria dell'intera Provincia autonoma di Trento e che ha, negli anni, realizzato numerosi volumi in ambito storico e fotografico e allestito mostre tematiche di grande richiamo e impatto. Lo lascia nel 2022, continuando però il suo lavoro di ricerca e di divulgazione. Nel luglio 2024 è uscito, per i tipi de La grafica di Mori (Trento), il suo Zortèa. Biografia di una comunità di Testimoni di Geova trentini. Valle del Vanói 1919-1945.

## Opere principali
- D. Leoni e C. Zadra, La città di legno: profughi trentini in Austria 1915-1918, Trento, Temi, 1981.
- D. Leoni e C. Zadra, La Grande Guerra. Esperienza memoria immagini, Bologna, Il Mulino, 1986.
- D. Leoni e Laboratorio di Storia di Rovereto, Rovereto 1940-1945. Frammenti di un'autobiografia della città, Rovereto, Osiride, 1993.
- D. Leoni, C. Andreolli e C. Leonardi, Vita di Giovanna Maria Della Croce, Spoleto, Centro italiano di studi sull'alto medioevo, 1995.
- D. Leoni e B. Corsi, Metafore d'infanzia: Il bambino nel cinema, Rovereto, Osiride, 1995.
- D. Leoni e P. Marchesoni, Le ali maligne, le meridiane di morte. Trento 1943-1945: i bombardamenti, Trento, Temi, 1995.
- D. Leoni e Laboratorio di Storia di Rovereto, Rovereto 1919-1939. Autoritratto di una città, Rovereto, Osiride, 1996.
- D. Leoni e Laboratorio di Storia di Rovereto, La città mondo. Rovereto 1914-1918, Rovereto, Osiride, 1998.
- D. Leoni, F. Irace e A. Agolino, Acqua, aria, energia elettrica. La Montecatini di Mori: 1925-1983, Rovereto, Nicolodi, 2000.
- D. Leoni, P. Marchesoni e A. Rastelli, La macchina di sorveglianza: la ricognizione aerofotografica italiana e austriaca sul Trentino 1915-1918, Trento, Museo storico del Trentino, 2001.
- D. Leoni e Laboratorio di Storia di Rovereto, Il popolo scomparso. Il Trentino, i trentini nella prima guerra mondiale. 1914-1920, Rovereto, Nicolodi, 2003.
- D. Leoni, Come si porta un uomo alla morte: la fotografia della cattura e dell’esecuzione di Cesare Battisti, Trento, Museo storico del Trentino, 2007.
- D. Leoni e Laboratorio di Storia di Rovereto, Il diradarsi dell'oscurità. Il Trentino, i trentini nella seconda guerra mondiale, 1939-1945, Rovereto, Egon, 2009-2011.
- D. Leoni e S. Pinato, Le acque dei paesi conquistati. L'impianto idroelettrico del Ponale a Riva del Garda: 1920-1932, Mori, La Grafica, 2013.
- D. Leoni e Laboratorio di Storia di Rovereto, Almeno i nomi. Civili trentini deportati nel Terzo Reich. 1939-1945, Mori, La Grafica, 2013.
- D. Leoni e Laboratorio di Storia di Rovereto, Gli spostati Profughi, Flüchtlinge, Uprchlíci. 1915-1919, Mori, La Grafica, 2015.
- D. Leoni, La guerra verticale. Uomini animali e macchine sul fronte di montagna 1915-1918, Torino, Einaudi, 2015.
- D. Leoni, Q. Antonelli, M. Saltori e I. Tessaro, La vita e oltre. Cesare Battisti: 1875-2016, Mori, La Grafica, 2016.
- D. Leoni e Laboratorio di Storia di Rovereto, Il popolo numerato. Civili trentini nel Lager di Bolzano. 1944-1945, Mori, La Grafica, 2017.
- D. Leoni e Laboratorio di Storia di Rovereto, Cosa videro quegli occhi! Uomini e donne in guerra: 1913-1920, Mori, La Grafica, 2018.
- D. Leoni e I. Tessaro, L’ora delle tenebre. Carnets di guerra di Tommaso Gallarati Scotti, Roma, Donzelli, 2019.
- D. Leoni e Laboratorio di storia di Rovereto, Vite di tabacco, Volume 1. Macere maceratori tabacchine. Rappresentarsi. Raccontarsi", Mori, La Grafica, 2021.
- D. Leoni, Zortèa. Biografia di una comunità di Testimoni di Geova trentini. Valle del Vanói 1919-1945, Mori, La Grafica, 2024.